# 한국프로농구 1998-99
1998 ~ 1999 현대 걸리버배 프로 농구는 현대 걸리버 타이틀을 단 첫 번째 시즌이자 대한민국 프로 농구의 3번째 시즌이다. 총 10개 구단이 참여했으며 1998년 11월 8일 개막했다. 총 5라운드에 걸쳐 225경기를 치렀으며 한 팀당 45경기를 치렀다.

## 달라진 점
- 경기 시작 시간을 평일 7시, 주말 및 공휴일 3시로 변경했다.
- 서울 중립경기를 무조건 하루에 한 경기 개최하도록 했다.
- 아마추어 대회인 농구대잔치에 참가했다.

## 정규 리그
| 성적 | 팀                     | 승 | 패 | 승률  | 승차 | 비고        |  |
| ---- | ---------------------- | -- | -- | ----- | ---- | ----------- |  |
| 1    | 대전 현대 다이냇       | 33 | 12 | 0.733 | -    | 4강 PO 직행 |  |
| 2    | 부산 기아 엔터프라이즈 | 31 | 14 | 0.689 | 2    | 4강 PO 직행 |  |
| 3    | 인천 대우 제우스       | 27 | 18 | 0.600 | 6    | 6강 PO      |  |
| 4    | 원주 나래 블루버드     | 27 | 18 | 0.600 | 6    | 6강 PO      |  |
| 5    | 경남 LG 세이커스       | 25 | 20 | 0.556 | 8    | 6강 PO      |  |
| 6    | 수원 삼성 썬더스       | 25 | 20 | 0.556 | 8    | 6강 PO      |  |
| 7    | 안양 SBS 스타즈        | 22 | 23 | 0.489 | 11   |             |  |
| 8    | 청주 SK 나이츠         | 19 | 26 | 0.422 | 14   |             |  |
| 9    | 광주 나산 플라망스     | 13 | 32 | 0.289 | 20   |             |  |
| 10   | 대구 동양 오리온스     | 3  | 42 | 0.067 | 30   |             |  |

## 최종 순위
| 성적 | 팀                     | 승 | 패 | 승률  | 승차 | 비고      |
| ---- | ---------------------- | -- | -- | ----- | ---- | --------- |
| 1    | 대전 현대 다이냇       | 33 | 12 | 0.733 | -    | 통합 우승 |
| 2    | 부산 기아 엔터프라이즈 | 31 | 14 | 0.689 | 2    |           |
| 3    | 원주 나래 블루버드     | 27 | 18 | 0.600 | 6    |           |
| 4    | 수원 삼성 썬더스       | 25 | 20 | 0.556 | 8    |           |
| 5    | 인천 대우 제우스       | 27 | 18 | 0.600 | 6    |           |
| 6    | 경남 LG 세이커스       | 25 | 20 | 0.556 | 8    |           |
| 7    | 안양 SBS 스타즈        | 22 | 23 | 0.489 | 11   |           |
| 8    | 청주 SK 나이츠         | 19 | 26 | 0.422 | 14   |           |
| 9    | 광주 나산 플라망스     | 13 | 32 | 0.289 | 20   |           |
| 10   | 대구 동양 오리온스     | 3  | 42 | 0.067 | 30   |           |

## 시즌 화제
- 2시즌 연속으로 포스트 시즌에 합류했던 대구 동양 오리온스는 김병철, 전희철, 박재일 등 주전 선수들의 군 입대와 미국 출신 용병 센터 그레그 콜버트의 돌출 행동(1998년 12월 1일 아내와의 불화를 이유로 돌연 미국으로 귀국함)의 여파로 인해 대한민국 프로 농구 역사상 최다 연패 기록이자 대한민국 프로 스포츠 역사상 최다 경기 연패 기록인 32연패(1998년 11월 24일 ~ 1999년 2월 24일)를 기록하면서 최하위에 그쳤다.
- 대전 현대 다이냇이 2년 연속 정규 리그 MVP를 차지한 이상민의 활약에 힘입어 대한민국 프로 농구 역사상 최초로 2년 연속 정규 리그 우승을 달성한데 이어 챔피언 결정전에서도 승리하면서 대한민국 프로 농구 최초로 2년 연속 통합 우승을 달성했다.

## 포스트시즌
| KBL                                            | KBL                                                   | KBL                                                    |
| ---------------------------------------------- | ----------------------------------------------------- | ------------------------------------------------------ |
| 이전 대회                                      | 1998-99 현대 걸리버 프로 농구 (1998.11.8 ~ 1999.4.16) | 다음 대회                                              |
| 1997-98 FILA 프로 농구 (1997.11.8 ~ 1998.4.11) | 1998-99 현대 걸리버 프로 농구 (1998.11.8 ~ 1999.4.16) | 1999-2000 삼성 애니콜 프로 농구 (1999.11.7 ~ 2000.4.2) |